# Partito Comunista dell'Ucraina (1918)
Il Partito Comunista dell'Ucraina fu la sezione di livello repubblicano del Partito Comunista dell'Unione Sovietica nella Repubblica Socialista Sovietica Ucraina. Fondato nel 1918, operò fino all'agosto 1991.

## Primi segretari
|                                           | Georgij Pjatakov      | Segretario (luglio-settembre 1918)            |
|                                           | Serafima Gopner       | Segretaria (settembre-ottobre 1918)           |
|                                           | Ėmmanuil Kviring      | Segretario (ottobre 1918 - marzo 1919)        |
|                                           | Georgij Pjatakov      | Segretario (marzo-maggio 1919)                |
|                                           | Stanislav Kosior      | Segretario (maggio-dicembre 1919)             |
|                                           | Rafail Farbman        | Segretario (gennaio-marzo 1920)               |
|                                           | Nikolaj Besčetvertnoj | Segretario (marzo 1920)                       |
|                                           | Stanislav Kosior      | Segretario (marzo-novembre 1920)              |
|                                           | Vjačeslav Molotov     | (novembre 1920-marzo 1921)                    |
|                                           | Feliks Kon            | Segretario responsabile (marzo-dicembre 1921) |
|                                           | Dmitrij Manuil'skij   | (1921-1923)                                   |
|                                           | Ėmmanuil Kviring      | (1923-1925)                                   |
|                                           | Ėmmanuil Kviring      | Segretario generale (marzo-aprile 1925)       |
|                                           | Lazar' Kaganovič      | Segretario generale (1925-1928)               |
|                                           | Stanislav Kosior      | Segretario generale (1928-1934)               |
|                                           | Stanislav Kosior      | (1934-1938)                                   |
|                                           | Nikita Chruščëv       | (1938-1947)                                   |
|                                           | Lazar' Kaganovič      | (marzo-dicembre 1947)                         |
|                                           | Nikita Chruščëv       | (1947-1949)                                   |
|                                           | Leonid Mel'nikov      | (1949-1953)                                   |
|                                           | Aleksej Kiričenko     | (1953-1957)                                   |
|                                           | Nikolaj Podgornyj     | (1957-1963)                                   |
|                                           | Pëtr Šelest           | (1963-1972)                                   |
|                                           | Vladimir Ščerbickij   | (1972-1989)                                   |
|                                           | Vladimir Ivaško       | (1989-1990)                                   |
|                                           | Stanislav Gurenko     | (1990-1991)                                   |
| Fonte: Sekretariat CK KP(b) - KP Ukrainy. |                       |                                               |